# День знань

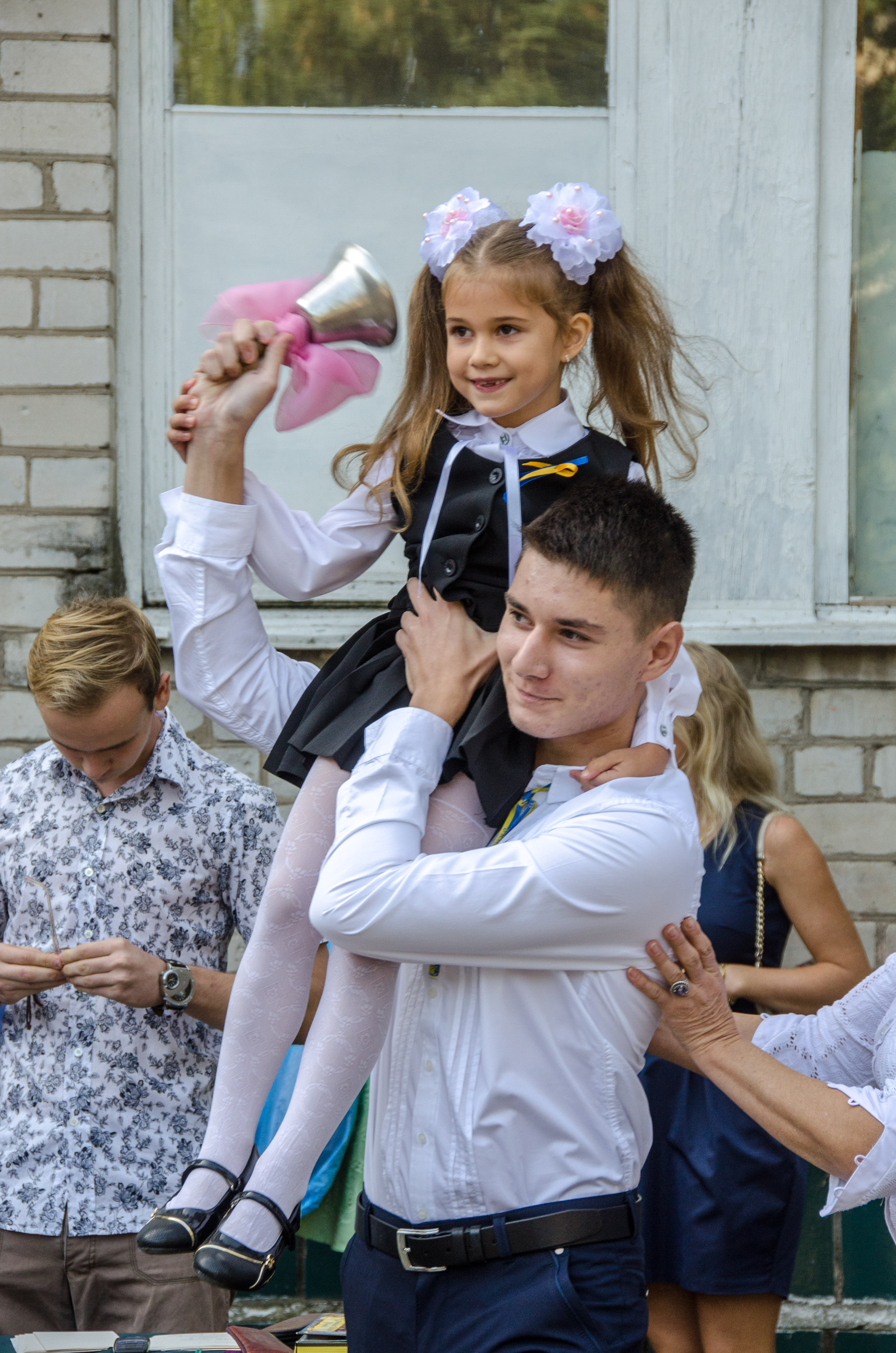

День знань — державне свято, проголошене 1 вересня 1984 року Верховною Радою СРСР. В Україні та деяких інших країнах, зокрема в країнах СНД. Донині відзначається та збігається з початком навчального року. Першокласники у цей день відзначають «Свято Першого дзвоника».

## Особливості святкування
Різні країни мають свої особливості у святкуванні Дня знань 1 вересня.
Традиція слухати державний гімн на урочистих лінійках присвячених Дню знань походить з СРСР.

### Україна
1 вересня традиційно цього дня або у найближчій робочий день, якщо випадає на вихідні, в школах проходять урочисті лінійки з нагоди початку навчального року. Прийнято в цей день дарувати квіти своїм вчителям. У середніх спеціальних та вищих навчальних закладах, як правило, обходиться без лінійок або влаштовують лінійки лише для першого курсу. У школах проводиться перший святковий урок, який щороку має різні теми, після якого зазвичай вирішуються організаційні питання — іноді видача підручників, для першокласників визначають місця за партами, і на цьому навчальний день закінчується.

### Росія
У школах проходять урочисті лінійки, також існує традиція дарувати квіти вчителям, і відбувається перший урок — «Урок Миру».

### Вірменія
Першого вересня відзначають «День знань, писемності та літератури». Цього ж дня починаються заняття у ВНЗ і школах, проводяться урочисті збори і традиційний «перший дзвінок» для першокласників.

### Туркменістан
Відзначає День знань та студентської молоді. Тисячі першокласників вперше підуть до школи, а виші поповнюються новими студентами. Свято відзначається на державному рівні.

### Неофіційне святкування

#### Німеччина
У Німеччині такого державного свята немає. Заняття у школах та університетах мають різні дати початку, зазвичай — у середині осені.
Німецькі першокласники приходять до школи не з квітами, а з великим різнокольоровим пакетом. Цій традиції майже 150 років. Напередодні першого дня навчання діти майструють конусоподібний пакет, в який батьки кладуть солодощі та потрібні для навчання речі; вже сидячи за партою, першокласники можуть розгорнути яскравий шкільний подарунок і подивитися, чим цікавим його наповнили батьки.